# Yantra
Pour l’article homonyme, voir Yantra (homonymie).

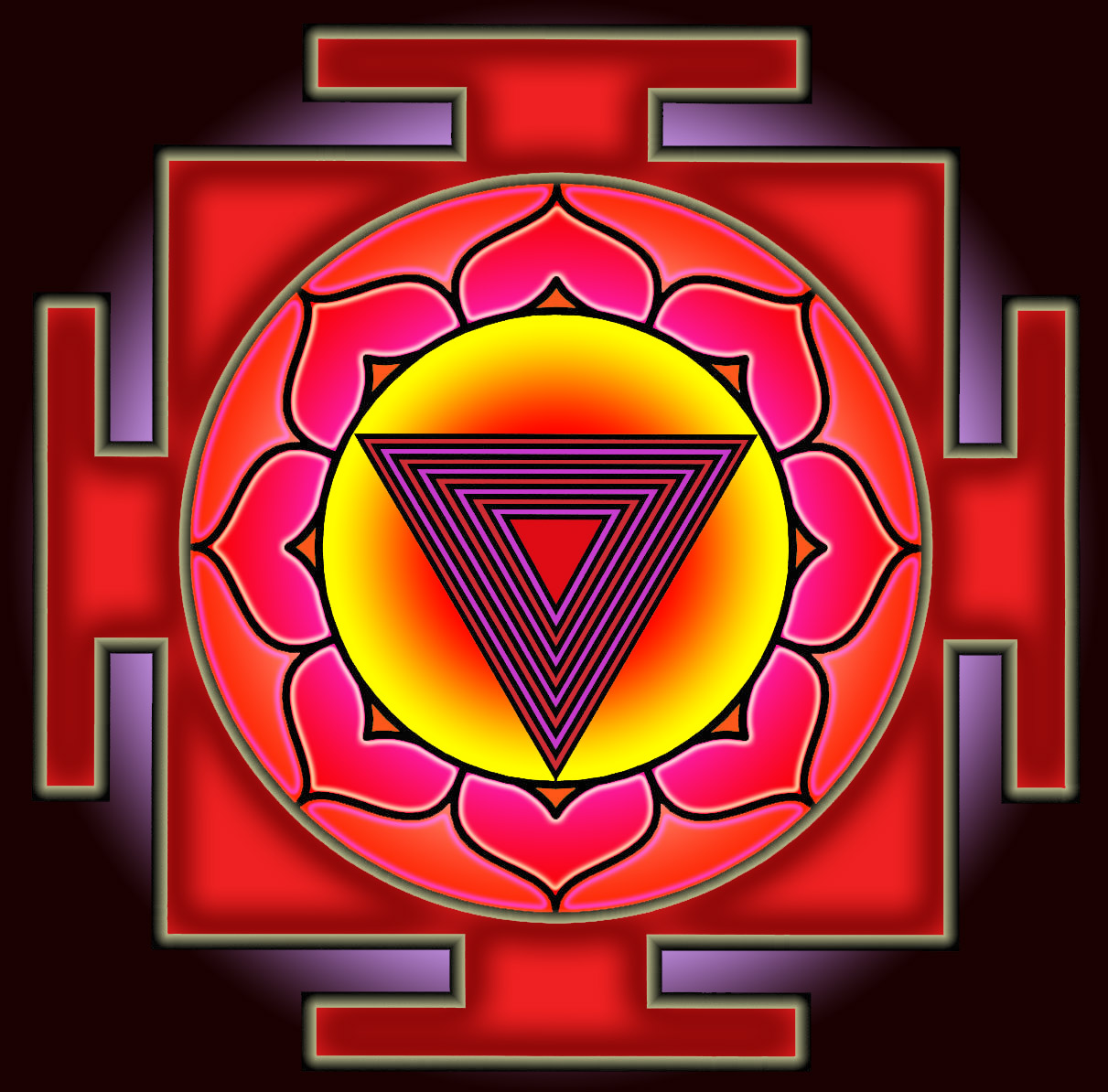
Bhairavi-yantra

Le Yantra (sanskrit : यन्त्र IAST : yantra) est un support graphique de méditation issu de la tradition hindoue,, puis emprunté par le bouddhisme, (on parle alors de mandala), et le taoïsme. Dans le jaïnisme, le terme de yantra est utilisé pour parler d'un diagramme mystique portant le nom de siddhachakra, navapada ou navadevata.
Les Yantras sont réputés révéler les concepts et aspects du monde ; certains yogis parlent même de la représentation de la Vérité, c'est-à-dire ce qui est vu une fois l'éveil atteint. Ils sont chacun associés à un mantra. Le but du méditant est alors de percevoir l'énergie associée au concept représenté.
Le mot yantra, dans l'hindouisme, revêt ces sens : « 1) figure géométrique tracée matériellement ou mentalement pour dompter le mental et maîtriser les forces cosmiques ; 2) moyen mnémotechnique ; 3) machine, engin ».

Le shri-yantra

## Symbolique duyantra
Dans l'hindouisme, un yantra symbolise une vérité, une qualité du monde : l'amour universel, la vérité suprême, ... C'est un support visuel utilisé en méditation tout comme le mantra est un support vocal. Méditer sur un yantra est réputé donner accès à l'unité avec le concept qui lui est lié. Les formes qui le composent, triangles, carrés, cercles véhiculent des contenus conscients de par leur signification connue, mais ils interpellent aussi des structures psychiques inconscientes. Ces compositions de signes géométriques proportionnés et centrés ne sont pas sans rappeler les mandalas.

Ainsi, dans la symbolique mystique traditionnelle indienne, le sens de ces figures géométriques est le suivant :
- Le point, Bindu, énergie, centre où a lieu la création (en tantrisme, le bindu est également un chakra) ;
- Le triangle équilatéral pointe vers le bas, Shakti Kona, aspect féminin, l'eau ;
- Le triangle équilatéral pointe vers le haut, Shiva Kona, aspect masculin, le feu ;
- Le cercle, Chakra, l'air ;
- Le carré, Bhupura (ou Bhur en sanskrit), la terre ;
- La fleur de lotus, Padma, la pureté.

Un yantra est toujours circonscrit dans une structure globalement carrée.

## LeShri-Yantra
Le « shri-yantra » est l'un des plus célèbres yantras, formé de quatre triangles pointe en haut et cinq triangles pointe en bas, imbriqués autour d'un point.

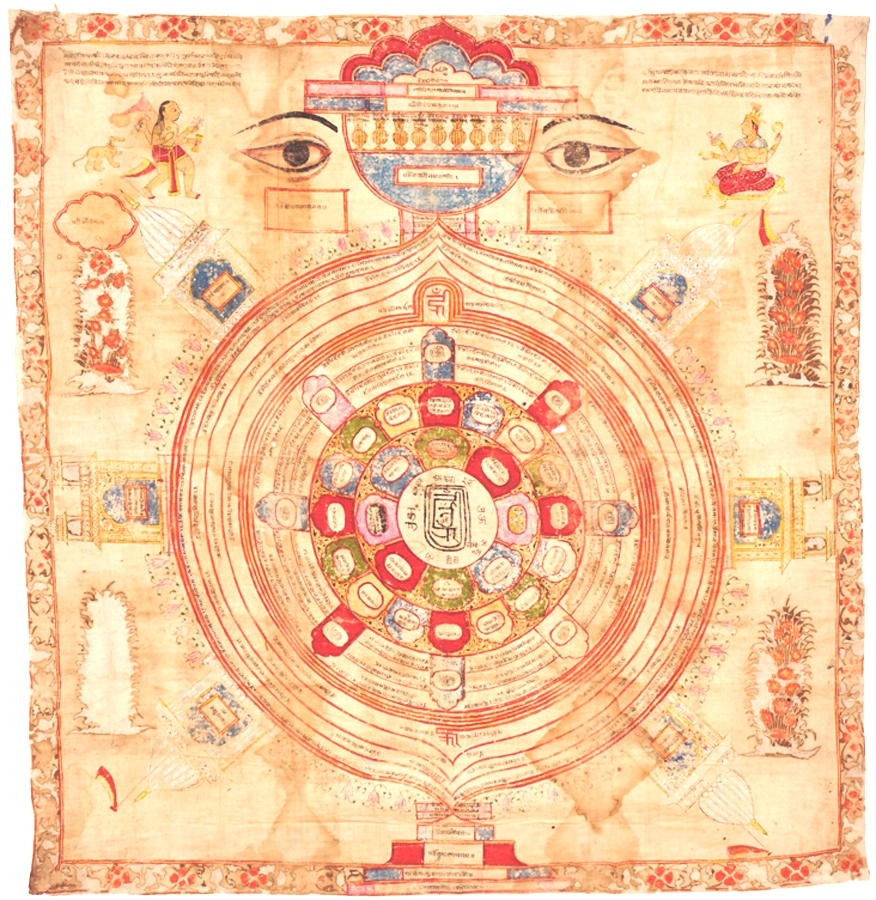
Un yantra du jaïnisme est appelé un Siddhachakra; c'est un objet rituel pour les différents moments de méditation de la journée. Cette image est un yantra relativement complexe; d'autres sont nettement plus simples.

## Dans le bouddhismeVajrayâna
Dans le bouddhisme Vajrayāna, des exercices ressemblant au Yoga sont appelés justement Yantra Yoga, Trul khor en Tibétain.

## Dans le jaïnisme
Des rituels de méditation sont réalisés avec un yantra, c'est-à-dire un dessin coloré et artistique qui peut être réalisé en riz teint par exemple. La branche shvetambara du jaïnisme utilise le mot de siddhachakra ou Navapada pour le nommer ; la branche digambara l'appelle Navadevata.

## Galerie

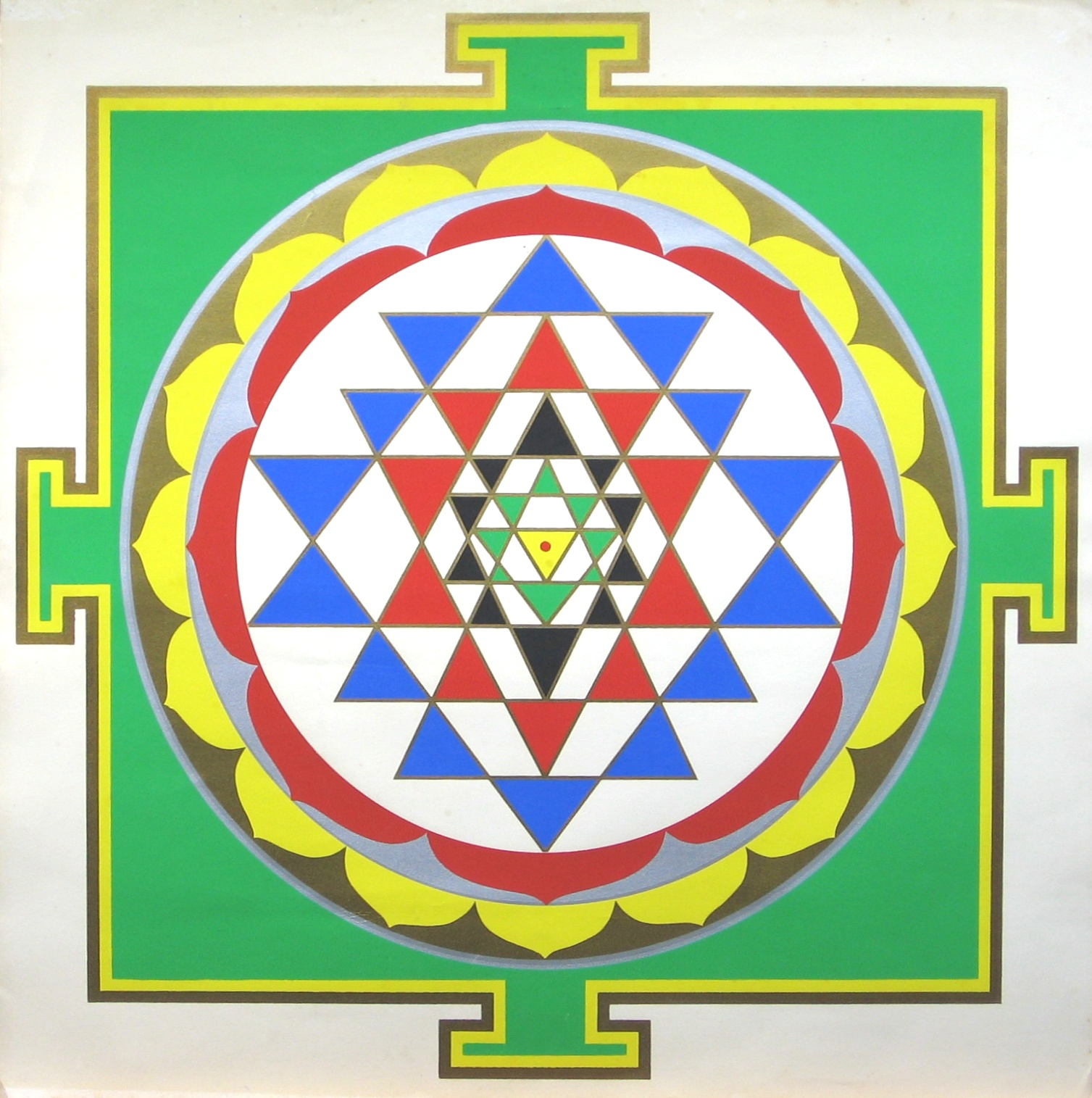
sri chakra
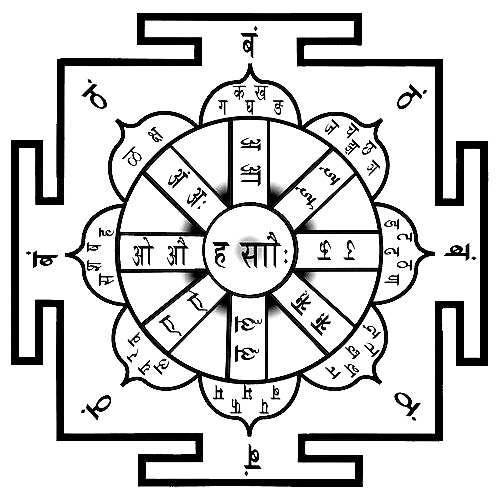
ashta matrika yantra
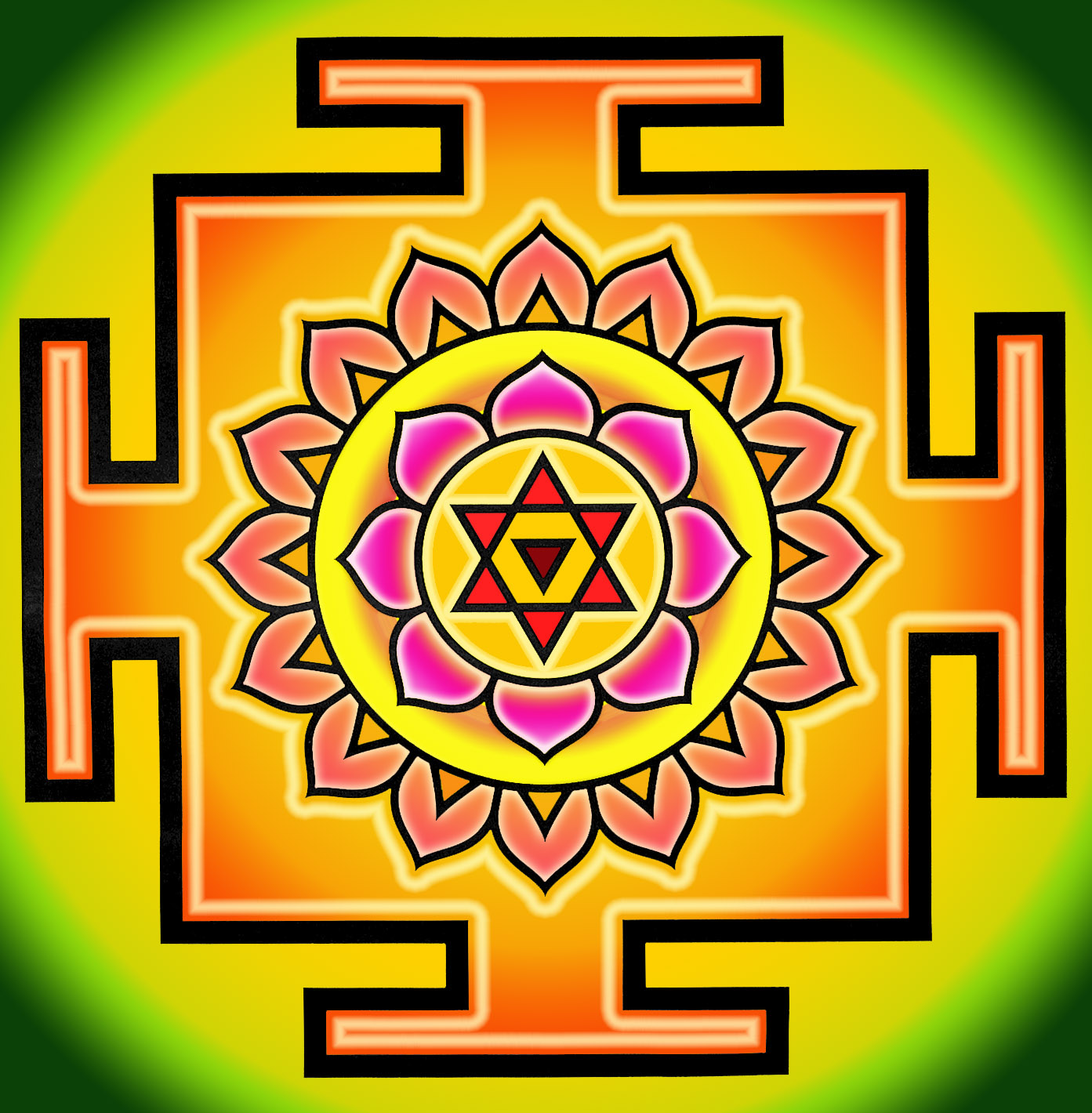
bhagalamukhi yantra
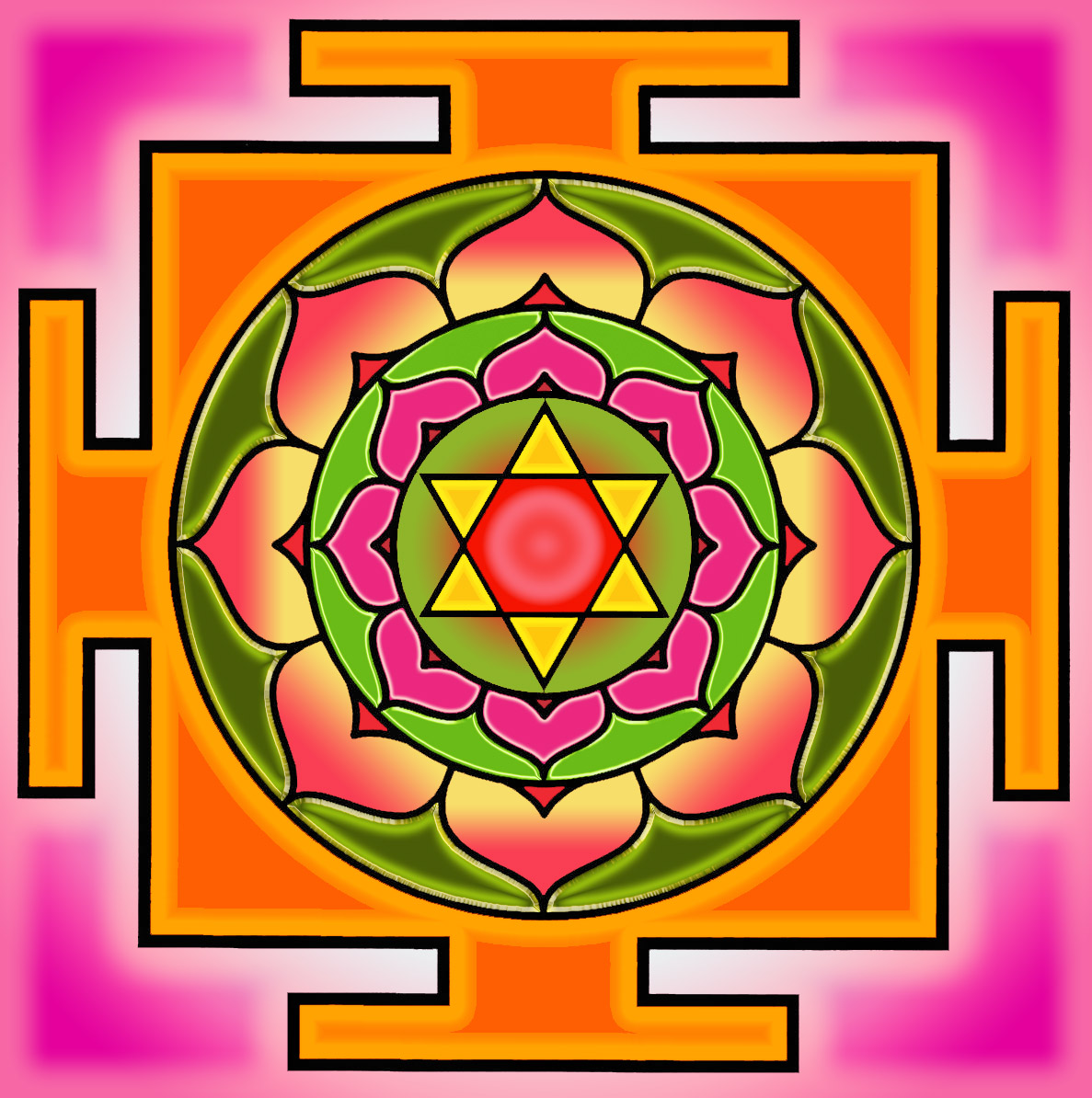
bhuvaneshvari yantra
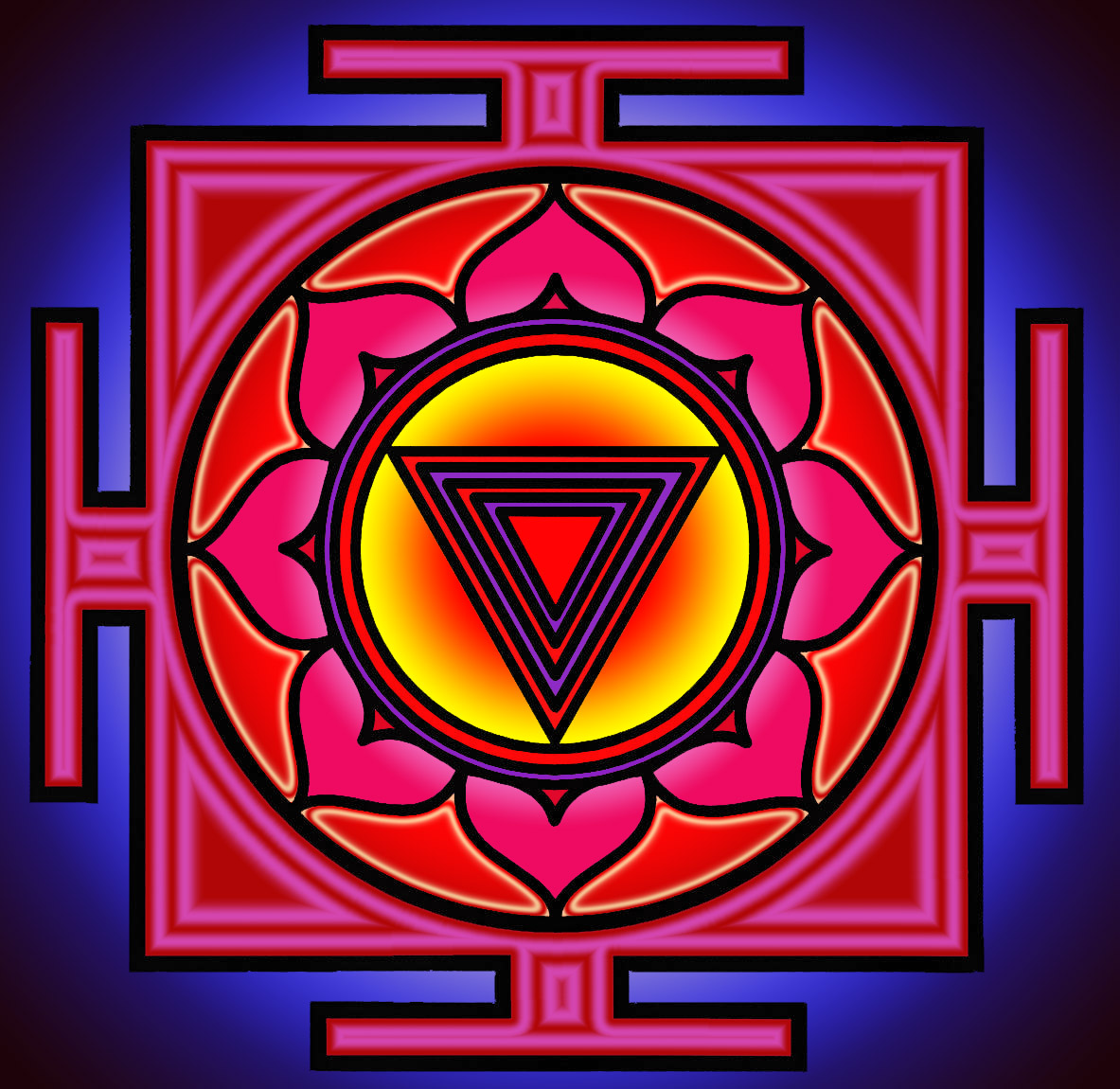
kali yantra
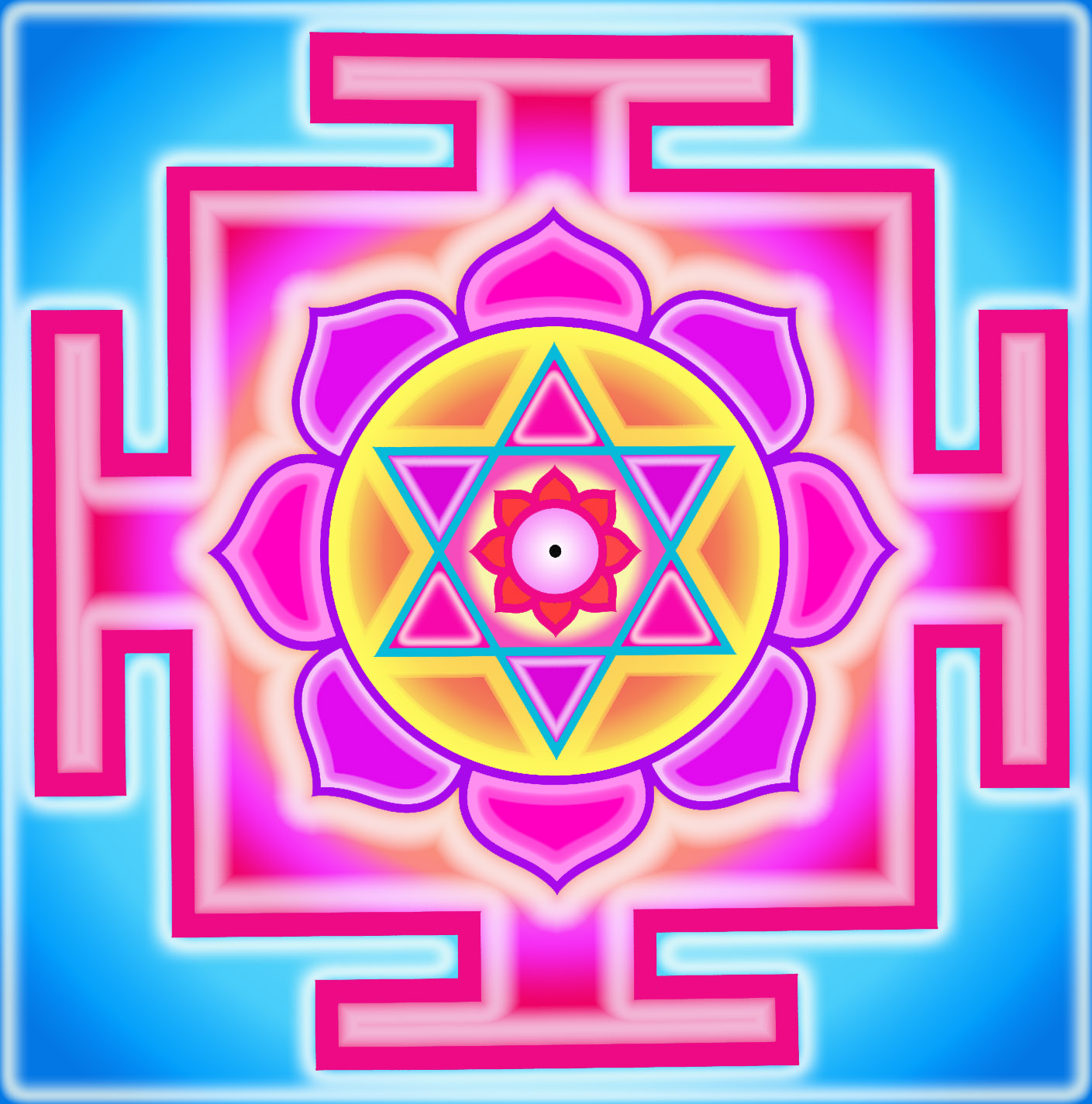
kamala yantra
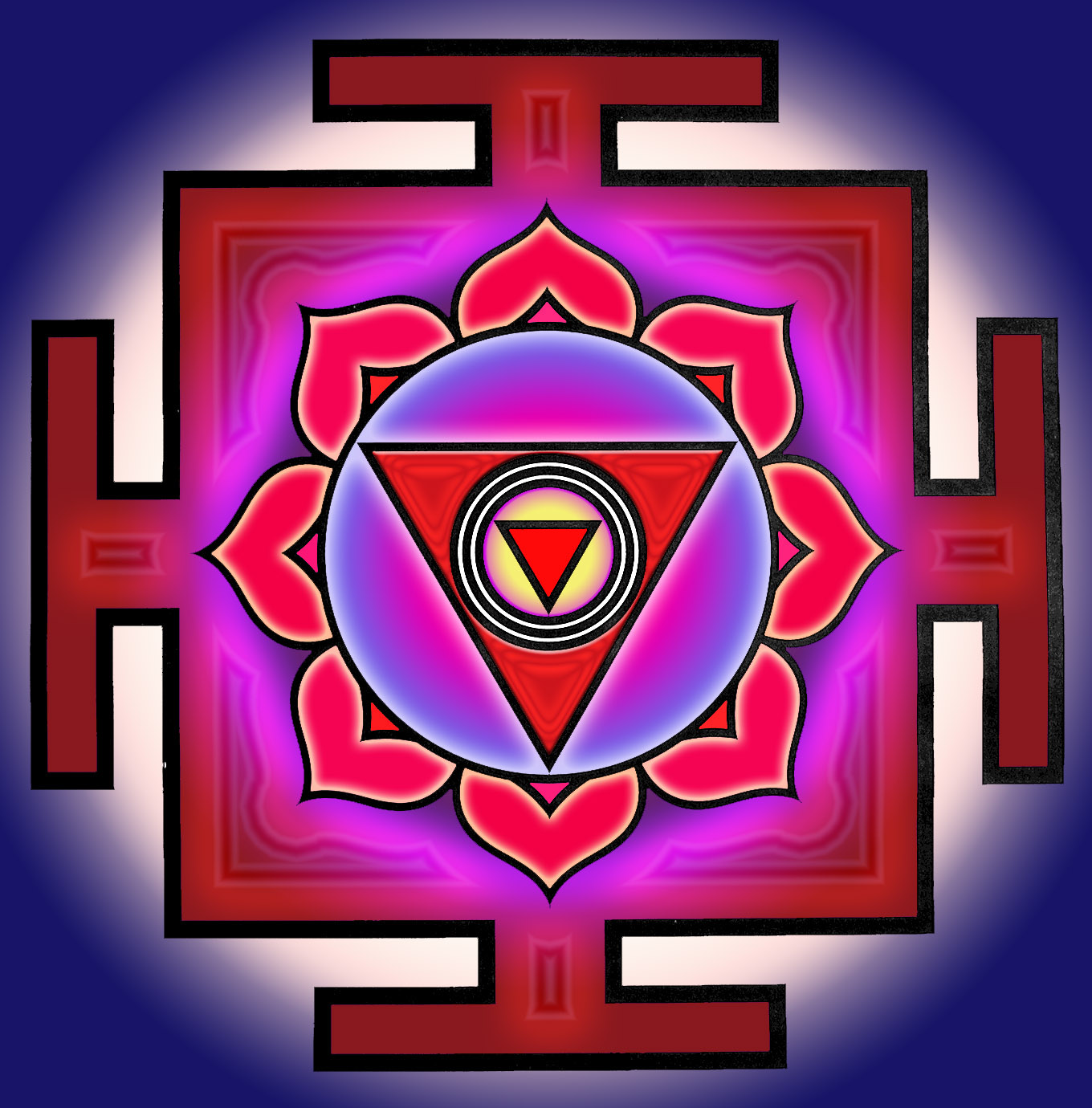
chhinnamasta yantra
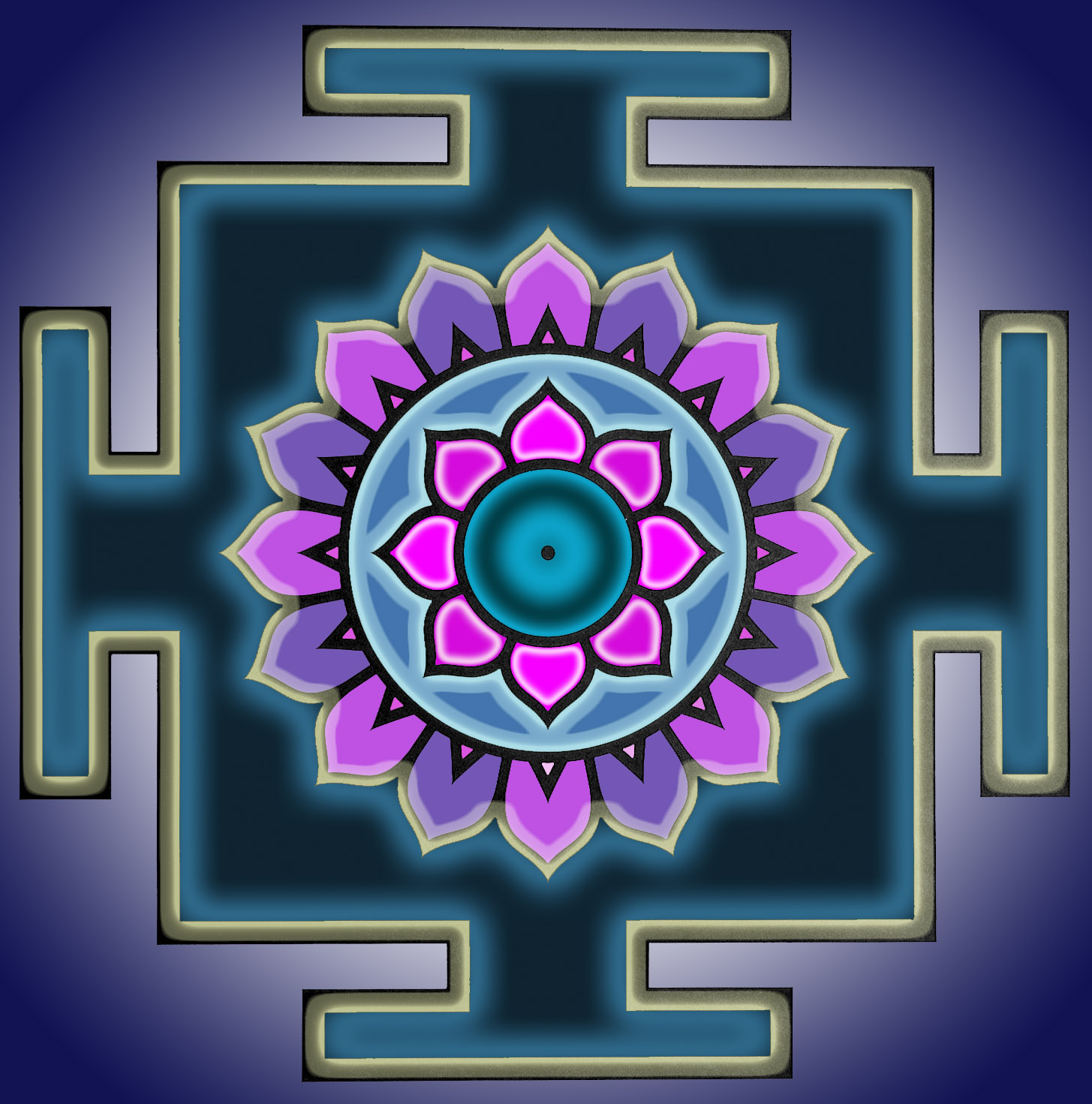
dhumavati yantra